# Cinefantastique
Cinefantastique es una revista estadounidense de películas de terror, fantasía y ciencia ficción.

## Historia
La revista comenzó originalmente como un fanzine mimeografiado en 1967, luego se relanzó como un brillante trimestral impreso en Ófset en 1970 por el editor Frederick S. Clarke. Concebida como una revista seria de crítica / revisión de los géneros, la revista se distingue inmediatamente de competidores como Famous Monsters of Filmland y The Monster Times debido a su papel pulido y al uso de imágenes fijas de películas a todo color. Los artículos y reseñas de Cinefantastique enfatizaron un enfoque inteligente y casi erudito, un sesgo inusual en ese momento para una revista de género específico. Los anuncios eran pocos, y la mayoría de ellos eran solo anuncios de otros títulos y materiales del editor. Esta falta de "relleno de página" aseguró al lector una alta proporción de contenido editorial original.
La revista rápidamente se hizo conocida por sus extensos artículos "retrospectivos" llenos de información dedicados a los detalles completos de la producción de películas clásicas como El día que la tierra se detuvo de 1951, La guerra de los mundos de George Pal, El hombre increíble que se encoge y Planeta de los simios. Basándose en la popularidad de estos artículos, Cinefantastique comenzó a producir enormes números dobles centrados en miradas completas de "Making-Of" de películas como 20.000 leguas de viaje submarino de Disney, Forbidden Planet, Star Wars, Encuentros cercanos del tercer tipo, Blade Runner. y The Thing. La revista también dedicó varios números a las películas de Star Trek y Star Trek: The Next Generation y Star Trek: Deep Space Nine. Desde entonces, muchos de los artículos han sido aceptados como la fuente definitiva de información de producción sobre estos y otros títulos de género.
La revista se encargó de presentar el trabajo de varios escritores que han seguido produciendo importantes trabajos en el campo cinematográfico, entre ellos Don Shay, Bill Warren, Tim Lucas, Mick Garris, Stephen Rebello, Steven Rubin, Dan Scapperotti, Dale Winogura, Jeffrey Frentzen, Paul M. Sammon (autor del número doble de Blade Runner y luego lo convirtió en un libro extenso llamado Future Noir), Dan Fiebiger y Alan Jones.
El 17 de octubre de 2000, debido a complicaciones de una depresión clínica prolongada, Clarke se suicidó a la edad de 51 años. La dirección editorial fue asumida brevemente por el colaborador Dan Persons, hasta que los derechos de la publicación continua de Cinefantastique fueron adquiridos por Mindfire Entertainment de Mark A. Altman, quien cambió formalmente el nombre de la revista CFQ.
En noviembre de 2006, el editor de CFQ, Jeff Bond, anunció que la revista "haría una pausa en 2007", y prometió que en un futuro próximo volvería "de forma irregular para proyecciones en profundidad y números especiales". La revista fue reemplazada por Geek Monthly, con Bond a la cabeza.
Cinefantastique se relanzó como un webzine en agosto de 2007, llamado Cinefantastique Online, bajo la supervisión del ex editor de la costa oeste de la revista, Steve Biodrowski.
En 2009, Cinefantastique fue comprada y se convirtió en una marca comercial de Fourth Castle Micromedia, una empresa con sede en Nueva York propiedad del veterano del marketing de género Joe Sena. Fourth Castle es conocido por su marca EMCE Toys, cuyas primeras líneas de figuras de acción "Retro Cloth" 8 "fueron reproducciones de juguetes clásicos de MEGO.
Fourth Castle produjo un one-shot, Cinefantastique Presents The Ultimate Guide To Zombies en 2012. La revista estaba programada para relanzarse en 2015, y Biodrowski continuó ejecutando Cinefantastique Online mientras Dan Persons producía pódcast para la publicación.